# Международная федерация обществ Красного Креста и Красного Полумесяца
Международная федерация обществ Красного Креста и Красного Полумесяца (МФОККиКП, англ. International Federation of Red Cross and Red Crescent Societies, IFRC) — гуманитарная организация, осуществляющая свою деятельность во всём мире через 191 национальное общество Красного Креста и Красного Полумесяца, исходя из принципов нейтральности и беспристрастности. Ежегодно оказывает помощь 160 млн человек. Является составной частью Международного движения Красного Креста и Красного Полумесяца вместе с Международным комитетом Красного Креста (МККК, ICRC). Штаб-квартира находится в Женеве в Швейцарии. Президент с 6 ноября 2016 года — Франческо Рокка, бывший президент итальянского Красного Креста (2013—2022), генеральный секретарь с февраля 2020 года — Яган Чапагайн (Непал).

## История

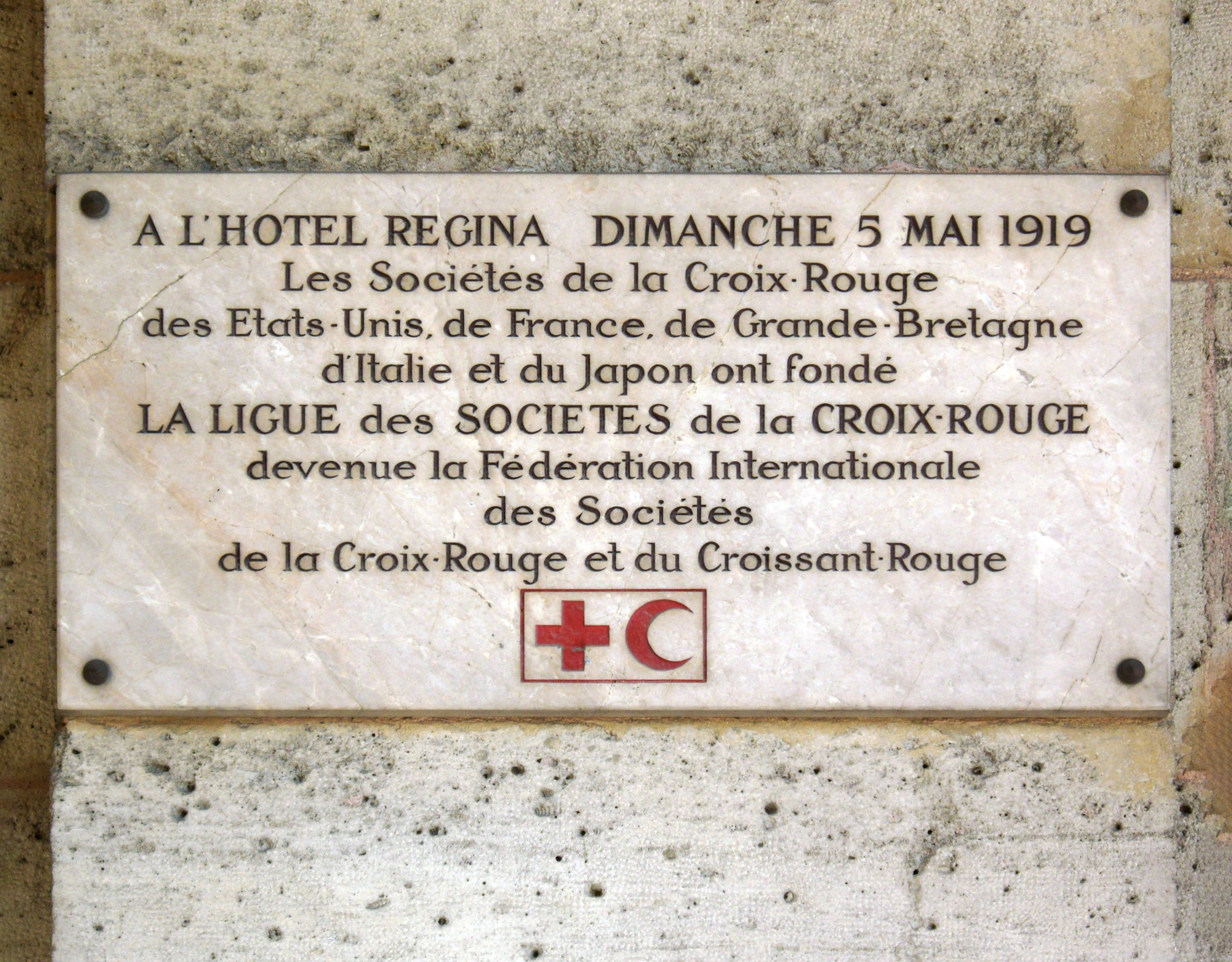
Мемориальная доска на гостинице Hôtel Régina на площади Пирамид в Париже, где 5 мая 1919 года основана Лига обществ Красного Креста

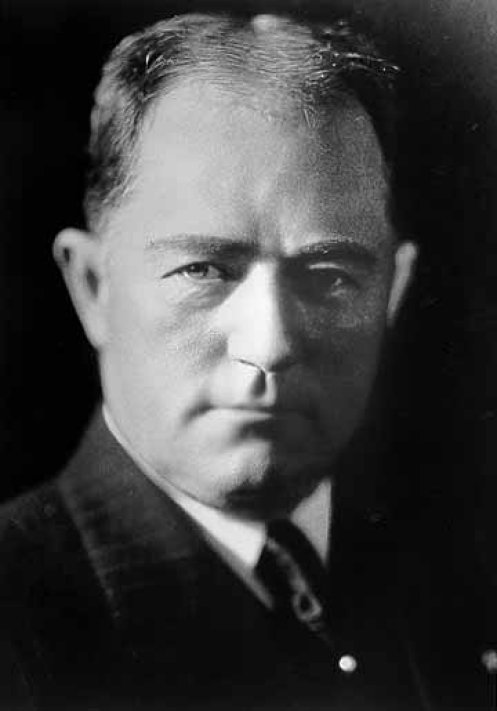
Генри Померой Дэвисон (1867—1922), первый председатель Лиги обществ Красного Креста (1919—1922)

Идею создания международного общества помощи раненым на войне выдвинул швейцарский общественный деятель Анри Дюнан, ставший очевидцем битвы при Сольферино в период австро-итало-французской войны 1859 года.
Женевская конвенция, принятая в 1864 году, положила начало деятельности МККК.
Первые национальные общества Красного Креста основаны в 1864 году.
Лига обществ Красного Креста (ЛОКК, League of Red Cross Societies, LORCS) основана после окончания Первой мировой войны, 5 мая 1919 года в Париже  по предложению американского банкира Генри Помероя Дэвисона (1867—1922) представителями национальных обществ Антанты и её союзников: британского, французского, итальянского, японского и американского Красного Креста для лучшей координации деятельности национальных обществ Красного Креста в мирное время (МККК, согласно уставу, призван действовать во время войны). Дэвисон, возглавивший Военный совет американского Красного Креста в 1917 году, после вступления США в войну, до этого около семи лет прослуживший старшим партнёром J.P. Morgan & Co., стал первым председателем ЛОКК (1919—1922), британский генерал-лейтенант Дэвид Хендерсон (1862—1921) — первым генеральным секретарём.
Согласно статье 25 Статута Лиги Наций, включённого в Версальский договор, подписанный 28 июня 1919 года:
Члены Лиги обязуются поощрять и облегчать учреждение и сотрудничество добровольных национальных организаций Красного Креста, надлежаще разрешенных и имеющих задачею улучшение здравия, предупредительную борьбу с болезнями и смягчение страданий на свете.
Секретариат Лиги первоначально находился в Женеве. В 1922 году Лига перенесла штаб-квартиру в Париж с целью дистанцироваться от МККК.
Среди первых кампаний Лиги — противодействие пандемии тифа, борьба с последствиями голода в России 1921 года и Великого землетрясения Канто в Японии в 1923 году.
Сосуществование двух международных организаций — МККК и Лиги потребовало разграничение сфер полномочий. Этот вопрос обсуждался на X Международной конференции Красного Креста в Женеве в 1921 году, XI Конференции в Женеве в 1923 году, XII Конференции в Женеве в октябре 1925 года. 23 октября 1928 года на XIII Международной конференции в Гааге, на которой встретились представители 54 национальных обществ и 46 правительств, принят Устав Международного Красного Креста, проект которого был разработан президентом МККК Максом Хубером и заместителем председателя Совета правителей Лиги полковником Паулем Драудтом. Устав была пересмотрен на XVIII Международной конференции Красного Креста в Торонто в 1952 году, были более чётко определены сферы полномочий МККК и Лиги.
Союз обществ Красного Креста и Красного Полумесяца СССР вошёл в ЛОКК во время XV Международной конференции Красного Креста в Токио в октябре 1934 года.
Через несколько дней после начала Второй мировой войны Лига перевела секретариат в Женеву, где он находится по настоящее время.
В 1963 году Лига обществ Красного Креста и МККК получили Нобелевскую премию мира.
Лига к началу 1972 года объединяла национальные общества 115 стран (свыше 220 млн членов).
В 1983 году переименована в Лигу обществ Красного Креста и Красного Полумесяца, в 1991 году — в Международную федерацию обществ Красного Креста и Красного Полумесяца.
На заседании 19 октября 1994 года 49-й сессии Генеральной Ассамблеи ООН получила статус наблюдателя в Генеральной Ассамблее.
25—27 ноября 1997 года Совет делегатов в Севилье принял  Соглашение об организации международной деятельности составных частей Международного движения Красного Креста и Красного Полумесяца (Севильское соглашение). Согласно ему МККК действует в качестве ведущего учреждения в ситуациях международных и немеждународных вооруженных конфликтов, борьбы внутри страны и их непосредственных последствий.

## Организация
Верховный орган — Генеральная ассамблея состоит из представителей каждого национального общества, собирается на сессии не реже одного раза в два года. Между сессиями Генеральной ассамблеи её функции осуществляет Правление, которое состоит из президента, пяти вице-президентов, председателя финансовой комиссии и 20 представителей национальных обществ. Правление отвечает за реализацию общего направления и политики МФОККиКП и собирается не реже двух раз в год.

### Члены Правления
Президент — высшая должность МФОККиКП. Избирается каждые четыре года Генеральной ассамблеей и не может занимать должность более двух сроков. Нынешний президент — Франческо Рокка (Италия), избранный на 21-й Генеральной ассамблее МФОККиКП в ноябре 2017 года и переизбранный на 23-й Генеральной ассамблее в июне 2022 года.
Четверо из пяти вице-президентов избираются каждые четыре года и могут занимать должность не более двух сроков подряд, а также получают право быть снова избранными по истечении следующего срока. От каждого региона избирается один вице-президент. Действующими вице-президентами, избранными на 23-й Генеральной ассамблее МФОККиКП в июне 2022 года, являются:
- Боладжи Акпан Анани (Bolaji Akpan Anani), президент Красного Креста Нигерии[англ.]
- Мигель Вильярроэль[исп.], вице-президент венесуэльского Красного Креста[вд]
- Маха Баржас аль-Барджас[вд], генеральный секретарь Красного Полумесяца Кувейта[англ.]
- Натия Лоладзе (груз. ნათია ლოლაძე), президент Общества Красного Креста Грузии[вд]

Пятый вице-президент является ex-officio и является Президент/вице-президент национального общества, в котором находится штаб-квартира МФОККиКП является вице-президентом ex-officio Федерации. В настоящее время им является Бригитта Гадьен, вице-президент швейцарского Красного Креста.
В Правление избираются 20 членов национальных обществ. На 23-й Генеральной ассамблее в июне 2022 года в Правление избран Павел Савчук, председатель российского Красного Креста (РКК). Кроме России, в правление вошли представители французского, болгарского, исландского, нидерландского, новозеландского, японского, камерунского, кенийского, эфиопского, гвинейского, гаитянского, гондурасского, канадского, колумбийского Красного Креста, Красного Креста Тринидада и Тобаго, а также Красного Полумесяца Бангладеш, Египта, Малайзии и Саудовской Аравии.

## Членство белорусского Красного Креста
Членство белорусского Красного Креста (БКК) приостановлено с 30 ноября 2023 года после невыполнения требования об отставке генерального секретаря БКК Дмитрия Шевцова. Поводом стали заявления Шевцова, в том числе о ядерном оружии и перемещении детей в Белоруссию, и его визит в Луганск и Донецк в июле.